# Forcipomyia chaetoptera
Forcipomyia chaetoptera är en tvåvingeart som beskrevs av Remm 1962. Forcipomyia chaetoptera ingår i släktet Forcipomyia och familjen svidknott. Inga underarter finns listade i Catalogue of Life.